# Michu
Miguel Pérez Cuesta známý jako Michu (* 21. března 1986, Oviedo, Španělsko) je bývalý španělský fotbalový záložník, hráčskou kariéru ukončil v létě 2017 ve věku 31 let v klubu Real Oviedo, v němž s dospělým fotbalem také začínal. Na klubové úrovni prošel angažmá ve Španělsku, Anglii (v dresu velšského klubu Swansea City) a Itálii. Na svém kontě má i jeden start za španělský národní tým (v roce 2013).

## Klubová kariéra
Ve Španělsku hrál za kluby Real Oviedo (ve kterém debutoval v profesionálním fotbale), Celta de Vigo a Rayo Vallecano.
V červenci 2012 podepsal tříletou smlouvu ve velšském klubu Swansea City AFC působícím v anglické Premier League. Přestupová částka činila 2 miliony liber šterlinků. Ve své první sezóně nastřílel 22 gólů a vyhrál s klubem Anglický ligový pohár, Swansea porazila ve finále Bradford City AFC 5:0 a Michu jednou skóroval. Swansea City se díky výhře kvalifikoval do Evropské ligy 2013/14.
V prvním utkání třetího předkola Evropské ligy 2013/14 1. srpna 2013 vstřelil gól proti švédskému týmu Malmö FF, mužstvo Swansea vyhrálo na domácím hřišti 4:0. 19. září 2013 se gólem podílel na výhře 3:0 v základní skupině Evropské ligy proti Valencii. 24. října 2013 skóroval v utkání s ruským celkem FK Kubáň Krasnodar, střetnutí skončilo remízou 1:1.
Poté jeho kariéra nabrala sestupnou křivku. V červenci 2014 odešel na hostování s opcí do italského týmu SSC Neapol, kde se neprosadil.
V prosinci 2015 podepsal Michu smlouvu s týmem UP Langreo ze 4. španělské ligy. Kariéru ukončil v létě 2017 ve věku 31 let v klubu Real Oviedo, v němž i začínal se seniorskou kopanou. Přispěly k tomu i zdravotní problémy.

## Reprezentační kariéra
6. října 2013 byl nominován do A-mužstva Španělska jako náhrada za zraněného Davida Villu. Debutoval 11. října 2013 v kvalifikačním utkání v Madridu proti Bělorusku (výhra 2:1), nastoupil na hřiště v 57. minutě. Byl to jeho jediný start ve španělském národním týmu přezdívaném La Furia Roja.